# 聖羅薩德爾蒙代
聖羅薩德爾蒙代（西班牙語：Santa Rosa del Monday），是巴拉圭的城鎮，位於該國東部，由上巴拉那省負責管轄，始建於1990年10月12日，距離亞松森372公里，面積588平方公里，海拔高度316米，2002年人口11,237，人口密度每平方公里19.11人。